# Lingula
Lingula é um género de braquiópode inarticulado de concha fosfatada.É um animal marinho bentónico que vive enterrado nos substratos arenosos e móveis. A concha é achatada e biconvexa, com bordos laterais paralelos. As valvas têm ornamentação fina, sob a forma de estrias raidiais e concêntricas. O pedúnculo é musculado e comprido e consegue escavar o fundo arenoso para garantir a fixação. Como todos os braquiópodes, a Lingula alimenta-se por filtração com a ajuda do lofóforo.
A Lingula surgiu no periodo Cambriano e é o género mais antigo que se conhece. Todos os exemplares do registro fóssil mostram praticamente as mesmas características e têm alterações evolucionárias quase imperperceptíveis externamente nos últimos 500 milhões de anos, tendo sido citado por Darwin em seu livro A Origem das Espécies e rotulado pelas pessoas como "Fóssil Vivo", algo que é sabidamente um equívoco para os conceitos atuais da Teoria sintética da evolução.

## Espécies
- Lingula adamsi
- Lingula anatina
- Lingula dregeri
- Lingula eocenica
- Lingula parva
- Lingula reevii
- Lingula rostrum
- Lingula tenuis
- Lingula translucida
- Lingula tumidula
- Lingula waikatoensis